# Dreamin'
«Dreamin'» és una cançó de Weezer pertanyent a l'àlbum Weezer (The Red Album) que fou llançada com a senzill a iTunes el 27 de maig de 2008.
Va ser inclosa en el videojoc musical Rock Band com a material descarregable junt a les cançons «Troublemaker» i «The Greatest Man That Ever Lived».
Weezer va interpretar la cançó en directe únicament en la gira Troublemaker Tour de 2008, i des de llavors no l'han tocat en cap més ocasió.

## Llista de cançons
| Núm. | Títol      | Durada |
| ---- | ---------- | ------ |
| 1.   | «Dreamin'» | 5:12   |